# Dom van Lecce

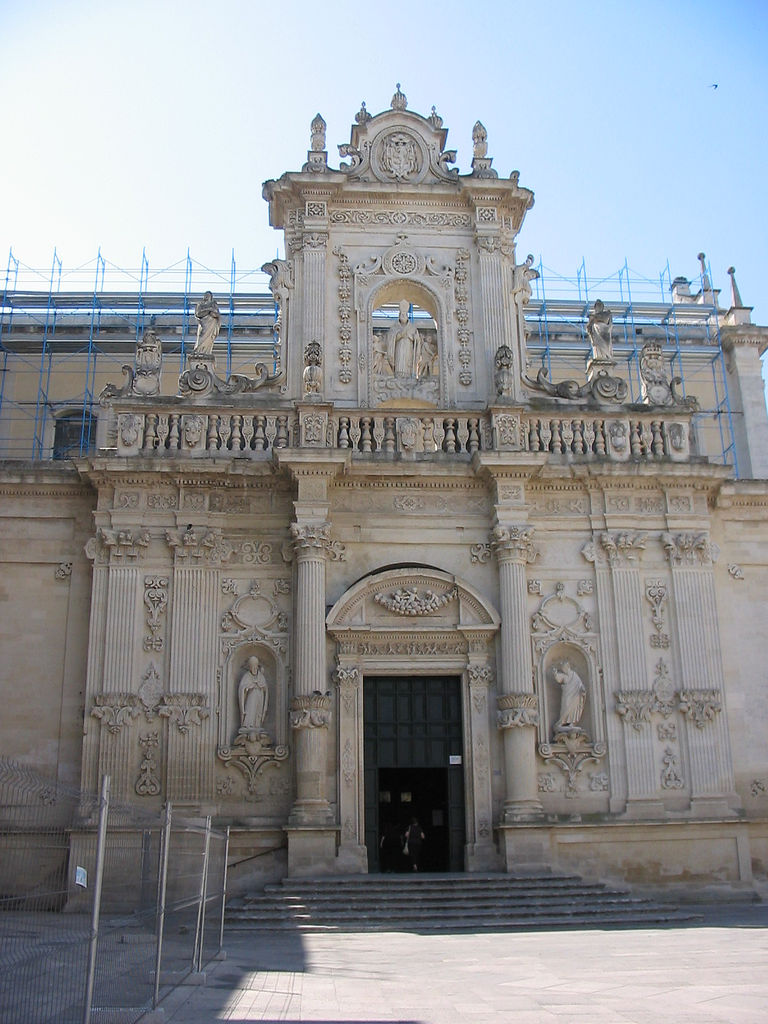
Dom van Lecce, Italië. De heilige Orontius staat middenin de versieringen.

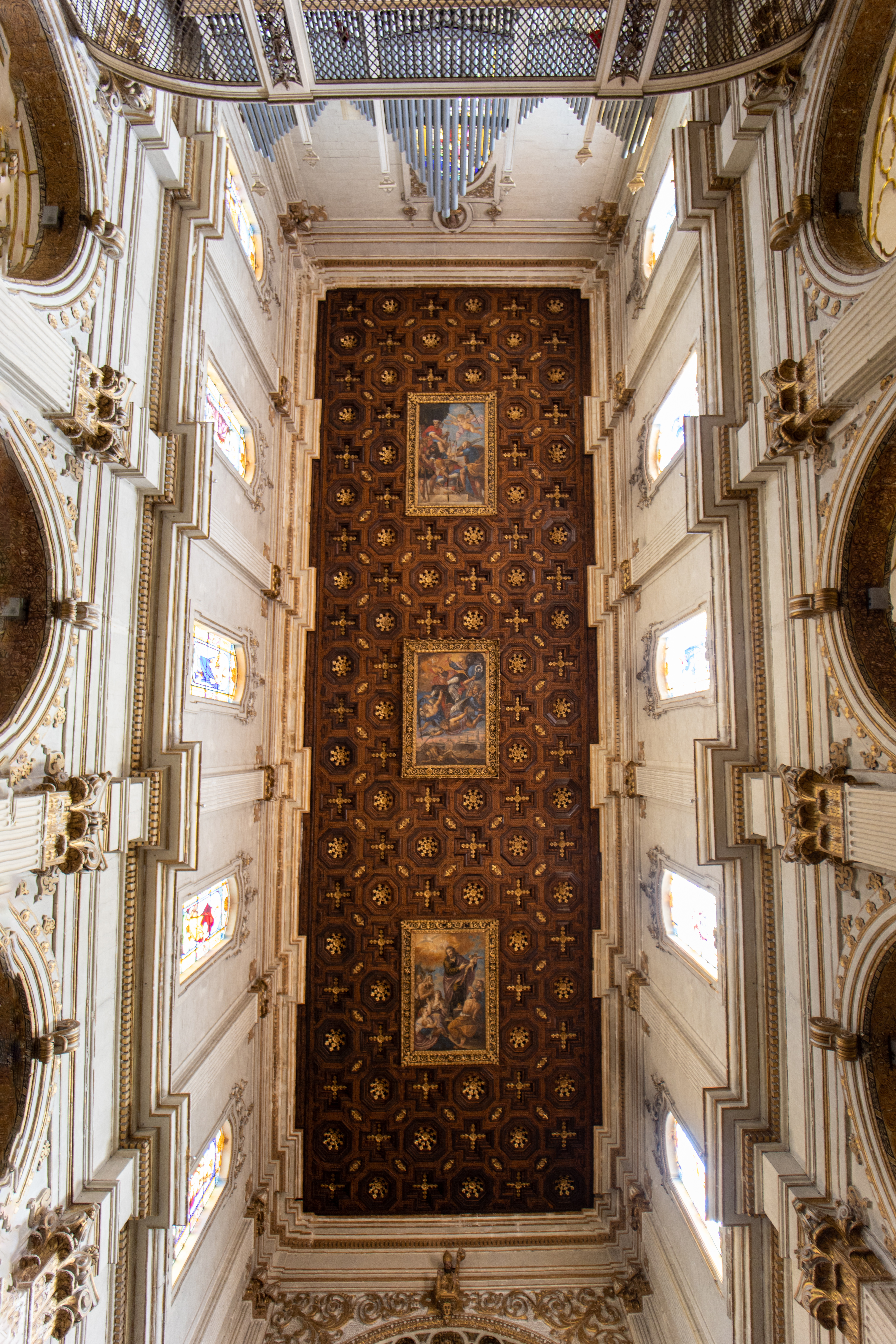
Plafond met drie episodes uit het leven van Orontius

De dom of metropolitane kathedraal van Maria-Tenhemelopneming (17e eeuw) in Lecce, een provinciehoofdplaats van de Zuid-Italiaanse regio Apulië, staat aan de Piazza del Duomo. Aan deze Piazza in het hart van de stad staan eveneens het aartsbisschoppelijk paleis en het voormalig priesterseminarie.
De dom is de zetel van de aartsbisschop van Lecce, en voor 1980, deze van de bisschop van Lecce. Niettegenstaande de kathedraal toegewijd is aan Maria, is een belangrijke heilige er de heilige Orontius van Lecce. Orontius was volgens de traditie de eerste bisschop van Lecce en dit tijdens de 1e eeuw. Na de pestepidemie van 1656 schreven de stedelingen de genezing toe aan de tussenkomst van Orontius. Vandaar dat de kathedraal gebouwd in de jaren 1658-1682 hem vele malen toont.

## Beschrijving
De stijl is barok en wel in de variant van de stad Lecce: frivole gevelversieringen met vruchten en putti. De kathedraal is het grootste barokke gebouw van Lecce.
De kathedraal heeft als grondplan een Latijns kruis. Prominent in de voorgevel staat de heilige Orontius. Langszij staat de klokkentoren apart van de dom. 
Het plafond in het schip is versierd met Griekse kruizen en achthoeken; drie cassettes in het plafond bevatten een schilderij met een episode uit het leven van Orontius. De eerste cassette toont de prediking van Orontius in Lecce. In de tweede geneest Orontius pestlijders en in de derde cassette wordt Orontius verheerlijkt als martelaar. 

## Historiek
Het oudste spoor van een kathedraal dateert van 1114. Bisschop Formosus liet deze bouwen tezamen met een klokkentoren/uitkijktoren. Honderd jaar later zakte het dak in en werd de kathedraal herbouwd tijdens het bestuur van bisschop Robertus Volturius.
Bij het einde van de pestepidemie van 1656 schreef de bevolking de genezing toe aan de heilige Orontius van Lecce. De stad Lecce was sinds het einde van de Middeleeuwen belangrijk toegenomen en een grotere kathedraal was nodig. Bisschop Luigi Pappacoda beval de nieuwbouw van een barokke kathedraal. De werken begonnen in 1658 onder leiding van Giuseppe Zimbalo, een barokarchitect uit Lecce. De vervallen dom werd afgesmeten doch de 12e-eeuwse crypte is intact gebleven. De crypte is toegewijd aan Santa Maria della Scala en bevat 16e-eeuwse versieringen aan de kapitelen.
Het hoofdaltaar is toegewijd aan Maria-Tenhemelopneming. De versieringen aan het hoofdaltaar zijn uit Napolitaans marmer vervaardigd; marmeren en koperen beelden wisselen elkaar af. In 1670 was de dom klaar. Het stadsbestuur financierde achteraf nog de inrichting van de zijkapel gewijd aan de heilige Orontius (1674). Pas in 1682 was de klokkentoren klaar.
In 1970 werd de dom heringericht om te voldoen aan de liturgische vereisten van het Tweede Vaticaans Concilie.